# Майоров, Александр Аркадьевич
Алекса́ндр Арка́дьевич Майо́ров (род. 20 октября 1948, Ленинград) — российский флейтист.
Окончил Ленинградскую консерваторию (1975), класс Г.Никитина.
Лауреат 1 премии Международного музыкального фестиваля «Пражская весна» (1974).
В 1970—1989 гг. играл в оркестре Ленинградского театра оперы и балета им. Кирова, в 1989—1996 гг. солист Академического симфонического оркестра Санкт-Петербургской филармонии.
Заслуженный артист РСФСР (1983).
В 1977—1980 гг. - преподаватель Ленинградского института культуры. 
В 2000—2010 гг. преподаватель флейты в Музыкальной школе имени Н. А. Римского-Корсакова,  Хоровом училище имени М. И. Глинки.